# Американо-греческие отношения
Американо-греческие отношения — двусторонние дипломатические отношения между США и Грецией. 

## История
В 1837 году Соединенные Штаты назначили своего первого консула в Греции, после обретения независимости от Османской империи. В 1868 году между странами были установлены дипломатические отношения. После окончания Второй мировой войны Греция получила в 1945—1947 годах помощь по линии ЮНРРА, значительная часть которой (312 млн долларов) была выделена США. Позднее в рамках плана Маршалла Соединенные Штаты выделили сотни миллионов долларов Греции для восстановления зданий и сельского хозяйства. В США проживает около трёх миллионов американцев греческого происхождения, эта диаспора имеет тесные политические и культурные связи с Грецией.
Греция является важным партнёром Соединенных Штатов по многим политическим вопросам. Греция поддерживает действия США по достижению стабильности на Балканах и экономическому развитию региона, а также поддерживает заявку Турции на вступление в Европейский Союз и диверсификацию поставок энергоресурсов в Европу. Геостратегическое положение Греции также делает её важным союзником во взаимодействии и диалоге с мусульманским миром. Греция является основной страной прибытия в Шенгенское визовое пространство для мигрантов из стран Ближнего Востока, Северной и Тропической Африки, а также Юго-Западной Азии. Греция занимает стратегическое положение в Восточном Средиземноморье на южном фронте Организации Североатлантического договора (НАТО). Между странами подписано соглашение о взаимной обороне и сотрудничестве, Греция предоставляет Соединенным Штатам военно-морские объекты (глубоководный порт и аэродром в заливе Суда на Крите). Греция вносит свой вклад в операции НАТО в Афганистане и Косово, а также в борьбе с терроризмом и пиратством.

## Торговля
Греция является членом Европейского союза. Соединенные Штаты оказали последовательную решительную поддержку предпринимаемых усилий Греции по восстановлению финансовой стабильности, осуществлении структурных реформ, восстановлению конкурентоспособности и возобновлении экономического роста. Экспорт США в Грецию: военная продукция, сектор туризма, медицина, строительные материалы и элементы пищевой промышленности. Греция участвует в программе безвизового въезда в США, которая позволяет гражданам стран-участниц прибыть в США для определенных направлений деятельности или в целях туризма при проживании 90 дней или меньше без получения визы.